# Brzac
Brzac (olaszul: Bersaz) falu Horvátországban Tengermellék-Hegyvidék megyében. Közigazgatásilag Krkhez tartozik.

## Fekvése
A Krk-sziget Šotoventonak nevezett nyugati csücskén Krk városától 12 km-re északnyugatra, a sziget belsejében, de a legközelebbi tengerparttól csak 1 km-re fekszik. A falutól remek kilátás nyílik a tengerre, a Krk és Cres szigetek közötti szorosra. A Marnja-öböllel és a kis tengerparti Glavotok településsel erdei út köti össze. Tőle keletre mindössze néhány száz méterre található a szomszédos Milohnići falu.

## Története
A település valószínűleg már a 15. század előtt is létezett, mindazonáltal a szigetnek ez a része ekkor még csak gyéren volt lakott. A Frangepánok, hogy fokozzák az adóból származó bevételeiket a 15. században velebiti vlachokat telepítettek ide, akik egy sajátos nyelvet az úgynevezett krki románt (krčkorumunjski) beszélték. Az utolsó e nyelvet beszélő ember Mate Bajčić Gašpović 1875-ben halt meg. A Frangepánok krki uralma 1480-ig tartott, amikor Velence tartva attól, hogy a Mátyás magyar király elfoglalja Frangepán VII. Jánost a sziget átadására bírta. Ezt követően Krk szigetét a Velence által kinevezett kormányzók, velencei nemesek igazgatták, akik viszonylagos önállóságot élveztek. 
A 16. század elején a török veszély miatt a kontinens területeiről számos menekült érkezett ide. 1797-ben a napóleoni háborúk egyik következménye a Velencei Köztársaság megszűnése volt. Napóleon bukása után 1813-ban Krk osztrák kézre került. Ausztria 1822-ben a Kvarner szigeteivel együtt elválasztotta Dalmáciától és Isztriával kapcsolta össze, mely közvetlenül Bécs irányítása alá tartozott. 1867 és 1918 között az Osztrák–Magyar Monarchia része volt. 1857-ben 147, 1910-ben 162 lakosa volt. 
Az Osztrák-Magyar Monarchia bukását rövid olasz uralom követte, majd a település a Szerb–Horvát–Szlovén Királyság része lett. A második világháború idején előbb olasz, majd német csapatok szállták meg. A háborút követően újra Jugoszlávia, majd az önálló horvát állam része lett. Lakói mindig mezőgazdasággal, állattenyésztéssel, földműveléssel foglalkoztak. Noha a tenger nincs messze az itteniek megélhetésében nem játszott jelentős szerepet. Az utóbbi időben újra sokan kezdtek foglalkozni olajbogyó termesztéssel. Az itteniek megélhetésében turizmus is fontossá vált, bár nem nélkülözhetetlen.

## Lakosság

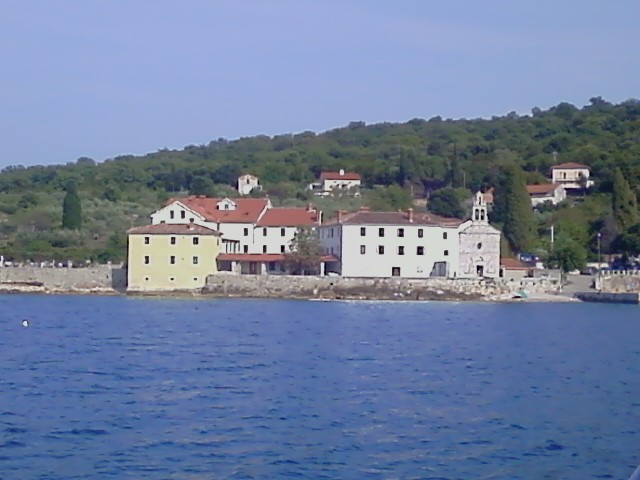
Glavotok- A Szeplőtelen fogantatás templom és a ferences kolostor

| Lakosság változása | Lakosság változása | Lakosság változása | Lakosság változása | Lakosság változása | Lakosság változása | Lakosság változása | Lakosság változása | Lakosság változása | Lakosság változása | Lakosság változása | Lakosság változása | Lakosság változása | Lakosság változása | Lakosság változása | Lakosság változása |
| ------------------ | ------------------ | ------------------ | ------------------ | ------------------ | ------------------ | ------------------ | ------------------ | ------------------ | ------------------ | ------------------ | ------------------ | ------------------ | ------------------ | ------------------ | ------------------ |
| 1857               | 1869               | 1880               | 1890               | 1900               | 1910               | 1921               | 1931               | 1948               | 1953               | 1961               | 1971               | 1981               | 1991               | 2001               | 2011               |
| 147                | 162                | 153                | 164                | 164                | 162                | 190                | 186                | 237                | 225                | 177                | 137                | 108                | 111                | 137                | 172                |

## Nevezetességei
- A falutól 2 km-re északra található a kis Glavotok település. Itt a Frangepánoknak már a 14. században nyári rezidenciájuk állt, melynek egy 1277-ben épített, a szeplőtelen fogantatás tiszteletére szentelt kápolnája is volt. 1473-ban Frangepán VII. János a birtokot a ferences harmadrendnek adományozta. 1479 körül rövid ideig a pálosoké volt, majd visszakapták a ferences atyák. Kolostoruk 1507 és 1509 között épült fel a Frangepánok háza helyén.
- A mai Szeplőtelen fogantatás templomot 1507-ben építették.[4] A templom egyhajós gótikus épület, gótikus szentélyboltozattal, kórussal és sekrestyével. A kórust a 17. században meghosszabbították, a homlokzatot 1879-ben újították meg. A templomban értékes márvány oltár áll, oltárképén a Szűzanya a kis Jézussal ismeretlen mester alkotása a 17. századból. A kolostornak gazdag glagolita kézirat és könyvgyűjteménye van. Az itt található festmények és liturgikus tárgyak a 17. és 18. századból származnak. Itt őrizték azt az 1483-ból származó glagolita misekönyvet, amely Zágrábban látható.[5] A kis Glavotok település a 20. század második felében épült ki a kolostor köré. A kolostor közelében kemping és magánszállások is találhatók.
- Glavotok közelében a Čavlena-öböl felett áll a Szent Krizogonusz (Sveti Krševan) ókeresztény vértanú tiszteletére szentelt kis ószláv  templom, melyet 1100 körül építettek. Háromkaréjos kőből épített épület boltozott apszissal. A templomhoz a szomszédos Milohnići faluból vezet egy erdei ösvény, de a glavotoki kolostortól is vezet ide egy 4 km hosszú ösvény.